# Snoke legfőbb vezér
Snoke, ismertebb formájában Snoke legfőbb vezér kitalált szereplő George Lucas Csillagok háborúja univerzumában. Megszemélyesítője Andy Serkis.
Snoke Erő-érzékeny humanoid férfi, aki az Első Rend legfőbb vezére volt az endori csata után harminc évvel. Faja ismeretlen. Mendemondák szerint az Ismeretlen Régiókból származott, és látta a Birodalom felemelkedését, majd bukását is, amelynek hamvaiból feltámadt az Első Rend, ő pedig erőszakkal átvette annak irányítását, és legfőbb vezérnek kiáltotta ki magát. Snoke-nak jellegzetes és sajátos koponyaformája és arca volt, hatalmas sebhellyel. Snoke, bár teste gyönge és megtört, nagy hatalommal bíró egyén volt, akit mélyen átjárt az Erő sötét oldala, és ő volt Kylo Ren és legalább még egy tanítvány mestere. Gondolatával akár fényév távolságból is képes volt manipulálni embereket, gondolatait senki sem rejthette el előle. 
A Skywalker kora című epizódból kiderül, hogy Snoke legfőbb vezért Palpatine azaz Darth Sidious hozta létre és klónoztatta Snoke-ot hogy vezesse az Első Rendet és hogy állítsa át Ben Solot a sötét oldalra valamint pusztítsa el Luke Skywalkert és az új Jedi rendet. 
Snoke halála után azonban már nem volt rá szükség hogy egy klónt a helyére küldjenek ugyanis Palpatine egy Sith rituálé segítségével új testbe akart költözni hogy a titokban felállított Végső Renddel átvegye a hatalmat. 
Azonban a galaxis fellázadt. Az Első Rend és a Végső Rend flottáját elpusztították. Rey pedig megölte Palpatine-t és legyőzte a Sitheket. A Sith templom az Exegolon összeomlott így Snoke klóntestei is elpusztultak.

## Életrajz
Snoke szemtanúja volt a Birodalom tündöklésének és bukásának. Már több tanítványa volt Kylo Ren előtt. Snoke azért térítette át a sötét oldalra Rent, mert köztudott volt hogy Darth Vader unokája és emiatt tökéletes átmenet a fény és a sötét oldal között. Leia tisztában volt azzal hogy Snoke képes befolyásolni fiát, de nem tájékoztatta Hant, hiszen ő nem értette teljesen az erőt. Leia megpróbálta megakadályozni hogy fia átálljon a sötét oldalra, de nem sikerült neki. Snoke áttérítette és a Kylo Ren nevet adta neki. Ezután megparancsolta neki hogy pusztítsa el az új jedi rendet. Ez részben sikerült Ren-nek, de Luke Skywalker elszökött és száműzetésbe vonult. Később Snoke megparancsolja Kylo Rennek hogy hozza el az Erőre érzékeny Reyt hozzá, amit Kylo meg is tesz, miután a lány önszántából látogat el Snoke vezérhajójára, a Felsőbbségre. Kylo Snoke tróntermébe vezeti a megbilincselt Reyt, ahol a legfőbb vezér személyesen üldögél egy trónuson, körülötte nyolc, állig vörösbe öltözött és ultramodern közelharcra kiképzett fegyverekkel felszerelt Praetori gárdista áll őrt. 
Kiderül, hogy Snoke volt az, aki összekapcsolta az Erőn keresztül Rey és Kylo elméjét. Snoke elveszi a Skywalker-fénykardot, és a jobbjára helyezi. Ezután kényszeríteni próbálja Reyt, hogy adja át a lázadók és Luke Skywalker titkait, ám Rey ellenáll. Snoke ekkor megparancsolja Kylonak, hogy végezzen a lánnyal, ám amíg a legfőbb vezér az elméje mélyében kutat, nem veszi észre, hogy a belül vívódó Kylo az Erő segítségével a Snoke jobbján lévő Skywalker-fénykard után nyúl, és bekapcsolja azt. A penge átégeti a legfőbb vezért deréktájban és kettévágja, azonnal megölve őt. Felsőteste puffanva hull a padlóra. A nyolc gárdista azonnal akcióba lép, Rey és Kylo pedig összefognak, és végeznek az összes gárdistával. Miután az utolsó őrző is halálát lelte, Kylo arra kéri Reyt, álljon mellé, ám a lány nemet mond, és a Skywalker-kard maradványaival elmenekül. Kylo ezután kinevezi magát az új legfőbb vezérré.

## Megjelenése

### Az ébredő Erő
Snoke legfőbb vezér az Ébredő Erőben jelenik meg először. Amikor Kylo és Hux tábornok az ülésteremben beszélgetnek a Legfőbb Vezérrel, arra buzdítja Huxot, hogy pusztítsa el a Hosnian rendszert, mert így véget érne az Új Köztársaság. Kylo és a Legfőbb Vezér egyedül marad az ülésteremben és ekkor közli vele hogy "feltámadt egy ősi erő" (ami talán Rey-re utalhat). Közli vele, hogy a lopott droid, amely információval bír Luke Skywalker hollétéről, az Ezeréves Sólymon van. Elmondja neki, hogy csak akkor válhat belőle nagyúr, ha megöli a saját apját, Han Solót. Ekkor búcsúzik el tőle. De később, mikor Kylo azt mondja a roncsvadász lány (Rey) ellenáll neki és hogy nagyon vele van az Erő, Snoke azt tanácsolja neki, hogy hozza el a lányt, de sajnos nem sikerül mert a roncsvadász lány elszökik. Amikor az Ellenállók elpusztítják az oszcilláló épületet, és elkezd megsemmisülni a Csillagpusztító bázis, Hux beront az ülésterembe bejelenteni, hogy a bázis elkezdett összeomlani. Snoke mondja, hogy hagyják el a bázist és azt is, hogy a lánnyal kapcsolatban igaza volt neki és hogy hozza el Kylot, hogy a tanítását befejezze.

### Az utolsó jedik
Snoke az Utolsó Jedik folyamán hús-vér valójában is feltűnik.